# 界面活性剤
界面活性剤（かいめんかっせいざい、英語: surface active agent, surfactant）とは、分子内に水になじみやすい部分（親水基）と、油になじみやすい部分（親油基・疎水基）を持つ物質の総称。両親媒性分子と呼ばれることも多い。ミセルやベシクル、ラメラ構造を形成することで、極性物質と非極性物質を均一に混合させる働きをする。また、表面張力を弱める作用を持つ。
石鹸をはじめとする洗剤の主成分である。多数の界面活性剤が存在し、サポニンやリン脂質、ペプチドなどの天然にも界面活性剤としてはたらく物質は多い。

## 概要
界面近傍では界面自由エネルギーが高くなり不安定化するので、界面はできるかぎり表面積を小さくしようとする（界面張力）。ひとつの分子内に親水基と親油基をもつ両親媒性の化学構造をもつ物質が界面上に並ぶことにより、この不安定な状態が緩和される、つまり界面自由エネルギーが小さくなる。このような特性をもつ物質を界面活性剤という。
界面活性剤は洗剤用途に大量に使用されているほか、食品や化粧品の乳化剤・保湿剤、農薬や兵器としても重要な位置を占める。界面活性剤は微妙に化学構造を変化させただけで大きく異なる特性となるため、非常に多くの種類のものが生産・使用されている。
溶媒に界面活性剤を加えていくと、界面活性剤の量が少ないうちは、ほとんどが疎水基を空気側へむけて溶媒面に集まる。量を増やしていくとやがて臨界量（臨界ミセル濃度、critical micelle concentration, CMC）に達し、水では親水性部分を外側に、親油性部分を内側にしたミセルを、非極性溶媒中では内外の反対になったミセルを形成する。このミセルの内部には外部環境とは性質の異なる物質を取り込むことができるため、界面活性剤の存在下では極性・非極性の両方の物質が均一に混合した溶液が作成できる。親水性物質と疎水性物質を均一化する作用を界面活性作用という。
CMCは界面活性剤の特徴を示す重要な数値であり、これを境に溶媒の物性が大きく変化する。この値が小さいほど界面活性剤としての性能は高い。なお、CMCを超えて濃度を高くしてもミセルの大きさは数nmのまま変わらずに、数だけが増えていく。しかし、さらに濃度を高くしていくと溶液が白濁し始め、全体的にゲル化していくようになる。これは、それまで球体であったミセルが棒状あるいは層状のミセルへと構造を変えるためである。このようなミセルが増えると、屈折率が変化し白濁して見えるようになる。また、層状ミセルが集合体となってリオトロピック液晶とよばれ、独特のテクスチャーを示す。

## 適正温度
界面活性剤が機能するためには適正な温度範囲が存在する。イオン性界面活性剤は温度が低いとアルキル基部分が結晶化してしまい、うまくほぐれない。この臨界温度をクラフト点（w:Krafft temperature）という。しかし、非イオン性の界面活性剤では逆に、温度が高いと水に溶けきれなくなって溶液が白濁する。この温度を曇点（cloud point）という。非イオン性界面活性剤はエーテル結合酸素と水分子との水素結合によって水溶性を示すが、高温では水素結合が切れて溶解度が下がるためにこのようなことがおこる。

## 乳化・可溶化
水と油のように、互いに混ざり合わない物質でも、界面活性剤を加えると白濁して均一になる（分離しない）。この白濁した液体をエマルジョンといい、これの作用を乳化という。このことから界面活性剤は乳化剤と同義で用いられることもある。エマルションは液/液コロイドの一種である。エマルションは熱力学的には不安定な状態であるため、時間が経過するといつかは二層分離する。
液/液コロイドにおいて被分散液体が少量であるとき、それを囲むミセルはきわめて小さく、微視的には膨潤ミセルを呈し、外見上は無色透明あるいは青白い液体となる。これを可溶化 (solubilization) といい、得られた液体はマイクロエマルションという。これは上述の乳化系で得られるエマルションとは異なり、熱力学的に安定であるため二層分離することは無い。可溶化はミセル内に被分散体が取り込まれて起こる現象であるため、ミセル形成が始まるCMCより濃度が高くなると可溶能は急激に向上する。
ここで〇/△コロイドとは、△溶媒に〇溶質を含んだ微粒子（ここではミセル）が分散している系のことである。固/水コロイドならば、ミセル中に固体を取り込み水中に分散しているものを指す。
また乳化方法としては以下のような方法が一般的に知られている。
- 機械乳化
- 転相乳化
- 液晶乳化
- 転相温度乳化（PIT乳化）
- D相乳化
- 可溶化領域を利用した超微細乳化

## 分散・凝集
液/液コロイドでは乳化がみられるが、固/液コロイドでは分散 (dispersion) とよばれる現象がおこる。たとえば水にすすを加えても混ざることはない。しかし界面活性剤を加えるとすすを中心にミセルが形成され、水の中に散らばって安定となる。これはミセルコロイド同士が互いに電気的に反発するからである。墨汁や口紅・インクなどは分散を利用して、非水溶性の物質を水に溶かし込んでいる。また、洗剤の汚れをはがす作用は乳化・分散によるものである。
分散の反対を凝集（flocculation）といい、分散した固体粒子を集めることである。微粒子反発の要因は電気二重層（主に負電荷）の反発であるから、陽イオン性のポリマーや硫酸アルミニウムなどの多価金属塩が用いられる。一般的に1価より2価、2価より3価のほうが凝集能力が数十倍から数百倍高い（シュルツ・ハーディの法則）。ポリマーとしてはラテックスが有名である。凝集の主な用途は、上下水道の不純物の除去である。

## 起泡・消泡
気/液コロイドでは界面活性剤の効果により、泡が発生する。これを起泡（foaming）という。泡は気体を薄い液膜で包んだものであるが、界面活性剤は気体側に親油基、液膜側に親水基を向けて配列している。つまり親水基で囲まれた部分（泡の境界部）を芯液（水）が満たしている。
普通、泡沫（単一泡の集合体）では泡同士の三重接点（プラトー境界）に毛管現象で芯液が吸い寄せられ、液膜はだんだん薄くなっていき、泡を維持できなくなって最終的にはじけてしまう。しかしイオン性の界面活性剤を用いた場合、液膜が薄くなっていくと、分子同士の静電反発のために、それ以上膜が薄くなることに抵抗を示すようになる。このため泡が持続するようになり「あわ立つ」という現象がおきる。この起泡性は洗剤で顕著である。またアイスクリームや消火剤にも利用されている。
この起泡の逆が消泡 (antifoaming) である。起泡性はイオン性界面活性剤の静電反発に起因しているので、泡を消すにはそれを阻害すればよい。たとえば、脂肪酸エステルなどの非イオン性界面活性剤を加えることである。これらもまた液膜に配列するのだが、互いの反発がないため液膜が薄くなるのを止めきれずに破泡する。また、エタノールなどの親水性の有機溶媒を水と同程度加えると、界面活性剤を表面から取り去ってしまい消泡する。また、50–60°Cくらいまで液体の温度を上げて、泡の水分を蒸発させることによっても消泡することができる。

## ぬれ性
固体表面に液体が付着したものをぬれ (wetting) という。界面活性剤は気/液界面、固/液界面において界面張力を低下させるため、ぬれ性を向上させる効果がある。具体的には衣類に液体が染みこみやすくなったり、インクが染みこみやすく（定着しやすく）なったりする。これは保湿、浸透作用として化粧品や農薬・染物・洗剤などに広く応用されている。

## 殺菌性
陽イオン界面活性剤は殺菌性能を持ち、殺菌剤として使われている。他の種類の界面活性剤は、一部の菌に対して殺菌・抗菌効果を示すものの、一般的には殺菌力はなく、除菌（洗い流す）のみである。つまり洗浄後の廃液には、細菌やウイルスが含まれている。

## 柔軟・平滑作用
界面活性剤には柔軟作用と滑りをよくする作用があり、物質と物質の間に存在することで界面の摩擦を小さくする。工業的に広く応用されている。繊維同士の摩擦が小さくなれば布地が柔らかくなり、肌触りがよい布ができる。また、毛髪間に作用すればサラサラの髪が得られる。これがリンスである。他に圧延油や伸線加工油・プラスチックの滑剤に利用されている。

## 帯電防止作用
界面活性剤には表面に水を吸収しやすい膜をつくったり、滑りやすくすることで静電気の発生を抑える効果が得られるものがある。合成繊維やプラスチック製品は静電気を帯びやすく、それゆえ埃や汚れが付着しやすい。表面に塗布したり、練りこんだりして、これを防ぐことができる。また、工場では火花などによる事故を防ぐ目的で使用されることもある。

## 界面活性剤の性質を利用した主要製品
食品については、エマルションを参照。

### 洗剤やシャンプーなど
洗濯用洗剤はまず、界面張力を低下させてその水溶液をすばやく布地に染みこませ、汚れ（有機物）をはがして水溶液中に分散させる。最後に流水で流すと汚れが流される仕組みとなっている。台所用洗剤（英: Dishwashing liquid）は、油を乳化させて流水中に押し流すものである。
シャンプーは髪の汚れを同様にして落とす。アニオン性のものを利用している。

### 化粧品
化粧クリームは水・油分（美容成分）・乳化剤を主成分とするエマルションである。乳化剤はこれらの成分を均一に混合し、適度な流動性を与える。また、化粧クリームのはじめ固体で塗るときに滑らかに広がる作用は、分散状態で固体化しているものに圧力をかける（塗る）と、分散状態における粒子間の相互作用が断ち切られるため、流動性を帯びることによる。ふたたび粒子が凝集して固体化するには時間がかかるので、すぐには固まらない。さらに、皮膚への刺激性が低いこと、毒性がないこと、色や匂いがなく化学変化しにくいなどの特性を求められるため、それらを満たす界面活性剤として、非イオン性のアルキルポリオキシエチレンエーテルや脂肪酸グリセロールエステルなどが用いられる。

### 表面処理剤
界面活性剤は一般に水に溶けにくい有機化合物とイオン性物質の仲立ちをするものであり、表面改質をするために利用されている。
気/液界面で有効な界面活性剤は、ガラスの表面や衣類などに塗布して様々な性質を帯びさせることができる。撥水剤や防曇・展着剤、潤滑剤、帯電防止剤、媒染剤、防錆剤、金属圧延油などとして利用される。これらの用途は非常に幅広い。
撥水剤では、フッ素系あるいはシリコン系の界面活性剤を、ガラスや繊維に塗布して水をはじく作用をもたせている。展着剤は農薬に用いられ、ぬれ性を向上させて葉や茎に薬剤を定着させる効果がある。ヘアーリンスや柔軟剤には、潤滑剤として界面活性剤が利用されている。
また、錆を防ぐには水分を避ければよく、表面に塗布して疎水性の皮膜を作っているものが防錆剤である。他に、生体になじみやすいように、表面改質をおこなった生体適合性材料がある。

## 分類

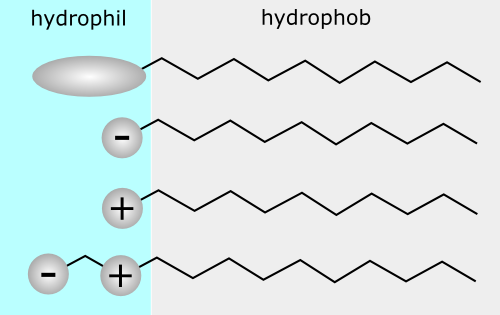
界面活性剤の分子構造を模式化したもの
_{上からノニオン性・アニオン性・カチオン性・双性}

界面活性剤は、親水性部分がイオン性（カチオン性・アニオン性・双性）のものと非イオン性（ノニオン性）のものに大別される。また、低分子系と高分子系に分類されることもある。
陰イオン界面活性剤（アニオン界面活性剤）
水中で解離したとき陰イオンとなる。親水基としてカルボン酸、スルホン酸、あるいはリン酸構造を持つものが多い。カルボン酸系としては石鹸の主成分である脂肪酸塩やコール酸塩が、スルホン酸系としては合成洗剤に多く使われる直鎖アルキルベンゼンスルホン酸ナトリウムやポリアクリルアミドゲル電気泳動にも利用されるラウリル硫酸ナトリウムなどがある。
- 石鹸（脂肪酸ナトリウム） RCOO-Na+
- モノアルキル硫酸塩 ROSO3-M+
- アルキルポリオキシエチレン硫酸塩 RO(CH2CH2O)mSO3-M+
- アルキルベンゼンスルホン酸塩 RR'CH2CHC6H4SO3-M+
- モノアルキルリン酸塩 ROPO(OH)O-M+

陽イオン界面活性剤（カチオン界面活性剤）
水中で解離したとき陽イオンとなる。親水基としてテトラアルキルアンモニウムを持つものが多い。逆性石鹸、リンス、柔軟剤などに利用される。
- アルキルトリメチルアンモニウム塩 RN+(CH3)3X-
- ジアルキルジメチルアンモニウム塩 RR'N+(CH3)2X-
- アルキルベンジルジメチルアンモニウム塩 RN+(CH2Ph)(CH3)2X-

両性界面活性剤（双性界面活性剤）
分子内にアニオン性部位とカチオン性部位の両方をもっているので、溶液のpHに応じて陽・両性・陰イオンとなる。上記のそれぞれを組み合わせた構造をもつ。
- アルキルジメチルアミンオキシド R(CH3)2NO
- アルキルカルボキシベタイン R(CH3)2N+CH2COO-

非イオン界面活性剤（ノニオン界面活性剤）
親水部が非電解質、つまりイオン化しない親水性部分を持つもので、アルキルグリコシドのような低分子系、あるいはポリエチレングリコールやポリビニルアルコールのような高分子系が存在する。Triton X 、Pluronic、Tween などの商品名で売られている。
- ポリオキシエチレンアルキルエーテル RO(CH2CH2O)mH
- 脂肪酸ソルビタンエステル
- アルキルポリグルコシド
- 脂肪酸ジエタノールアミド RCON(CH2CH2OH)2
- アルキルモノグリセリルエーテル ROCH2CH(OH)CH2OH

### 雑貨工業品品質表示規程による分類
日本においては、経済産業省による雑貨工業品品質表示規程によって分類されている。「合成洗剤、洗濯用又は台所用の石けん及び住宅用又は家具用の洗浄剤」については、含有される界面活性剤の種類と含有率を表示するように定められている。
陰イオン系（アニオン系）界面活性剤
- 脂肪酸系（陰イオン） - 純石けん分（脂肪酸ナトリウム）、純石けん分（脂肪酸カリウム）、アルファスルホ脂肪酸エステルナトリウム
- 直鎖アルキルベンゼン系 - 直鎖アルキルベンゼンスルホン酸ナトリウム
- 高級アルコール系（陰イオン） - アルキル硫酸エステルナトリウム、アルキルエーテル硫酸エステルナトリウム
- アルファオレフィン系 - アルファオレフィンスルホン酸ナトリウム
- ノルマルパラフィン系 - アルキルスルホン酸ナトリウム

非イオン系（ノニオン系）界面活性剤
- 脂肪酸系（非イオン） - しょ糖脂肪酸エステル、ソルビタン脂肪酸エステル、ポリオキシエチレンソルビタン脂肪酸エステル、脂肪酸アルカノールアミド
- 高級アルコール系（非イオン） - ポリオキシエチレンアルキルエーテル
- アルキルフェノール系 - ポリオキシエチレンアルキルフェニルエーテル

両性イオン界面活性剤
- アミノ酸系 - アルキルアミノ脂肪酸ナトリウム
- ベタイン系 - アルキルベタイン
- アミンオキシド系 - アルキルアミンオキシド

陽イオン系（カチオン系）界面活性剤
- 第四級アンモニウム塩系 - アルキルトリメチルアンモニウム塩、ジアルキルジメチルアンモニウム塩